# Henri-Joseph de Forestier
Henri-Joseph de Forestier né en 1787 dans la partie espagnole de Saint-Domingue, Puerto Hincado et mort le 23 décembre 1872 à Paris, est un peintre français.

## Biographie
Henri-Joseph de Forestier est le fils d'un riche planteur français installé dans la partie espagnole de l'île de Saint-Domingue. Son billet d'enterrement ne cite aucun parents. Il n’est pas marié, mais il a une fille naturelle, Lucie Laouenan, qu’il protège par testament. Ses testaments et le procès qui suivit mentionnent des informations sur ses origines familiales. Dans son testament, il cite Damonville, son seul parent qu’il connaisse, habitant 78, rue d’Anjou à Versailles : il s’agit de Raoul-Ernest d'Amonville des Nots, qui meurt le 17 février 1898 à Versailles, qui est le fils de Benjamin d'Amonville et le petit-fils de Thérèse-Euphrasie Leforestier épouse de Frédéric-Jérôme Damonville, mariés en 1750. Thérèse-Euphrasie Leforestier étant la fille d’Henri-François le Forestier de la Haye-le-Comte, garde du corps du roi. Henri-Joseph de Forestier serait donc un descendant, ou un petit-neveu, d’Henri-François le Forestier de la Haye-le-Comte, garde du corps du roi.
Il s'installe à Paris en 1809, peut-être à la suite de la bataille de Palo Hincado et de la défaite des troupes françaises, pour apprendre la peinture auprès de François-André Vincent et de Jacques-Louis David à l’École des beaux-arts de Paris. En 1812, il obtient le 2e prix de Rome pour Ulysse et Télémaque massacrant les poursuivants de Pénélope. Il est lauréat du premier prix de Rome de 1813 pour La Mort de Jacob. Il séjourne au moins deux ans à Rome où il rencontre Théodore Géricault.
Sa production se ralentit à la suite de ses engagements politiques. Lors de l'attentat du 28 juillet 1835 perpétré par Giuseppe Fieschi, il est arrêté et traduit devant la cour des Pairs. Des témoins l'avaient accusé d'avoir dit le 27 juillet 1835 pendant le service funèbre des victimes de juillet 1830 auquel il assistait en tant que garde national : « Une personne à qui le Roi aurait retiré ses moyens d'existence pourrait l'assassiner : ce ne serait point un crime ; ce serait un acte de courage ; mais il faudrait faire le sacrifice de sa vie ». Il répondit qu'il n'avait pas tenu de tels propos et les témoins qui l'avaient entendu dirent qu'il était incapable de prêter main-forte à un crime.
Après la révolution de 1848, Henri-Joseph de Forestier est élu colonel de la 6e légion de la Garde nationale. Patriote engagé, il participe à la journée du 13 juin 1849, est arrêté au Conservatoire national des arts et métiers et est envoyé avec ses camarades devant la haute cour siégeant à Versailles. Il est acquitté le 14 novembre 1849.
Henri-Joseph de Forestier est nommé chevalier de la Légion d'honneur le 15 janvier 1832.
Il meurt le 23 décembre 1872 et est inhumé à Paris au cimetière du Père-Lachaise le 25 décembre 1872, dans la 73e division, 2e section, 5e ligne du chemin Serré, no 11.

## Œuvres
États-Unis
- Baltimore, Baltimore Museum of Art : Colère de Saül contre David, vers 1817.

France
- Caen, musée des Beaux-Arts : Les Funérailles de Guillaume le Conquérant, Exposition universelle de 1855, œuvre détruite en 1944[11].
- Cahors, musée de Cahors Henri-Martin :
  - La Mort de Jacob, 1813 ;
  - Torse d'homme, 1813 ;
  - Jésus-Christ guérissant un jeune homme possédé du démon, 1817 ;
  - Jésus-Christ guérissant un jeune homme possédé du démon, Salon de 1827, réexposé en 1855.
- Fontenay-le-Comte, Musée vendéen : Hercule combattant le serpent, 1867.
- Rennes, cathédrale Saint-Pierre : Saint Pierre délivré de sa prison par un ange, Salon de 1827.

- Localisation inconnue :
  - Ulysse et Télémaque massacrant les poursuivants de Pénélope, 1812 ;
  - Ecce Homo, Salon de 1819 ;
  - Saint Front, Salon de 1827 ;
  - Saint Front va prêcher le christianisme, il invoque le Saint-Esprit, Salon de 1831 ;
  - La Samaritaine, Salon de 1835.

La Mort de Jacob (1813) Musée de Cahors Henri-Martin
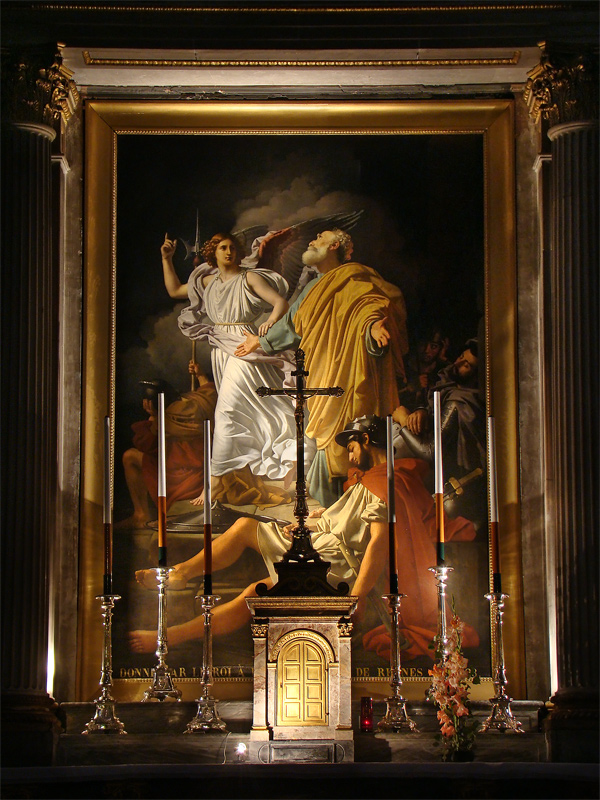
Saint Pierre délivré de sa prison par un ange (1828), cathédrale Saint-Pierre de Rennes